# Liste des unités de l'Aviation royale du Canada
Cette liste regroupe les unités de l'Aviation royale canadienne par escadre [Quand ?]. Toutes les escadres relèvent de la 1re Division aérienne du Canada.

## 1reEscadre
La 1re Escadre Kingston est responsable des opérations d'hélicoptères tactiques. Il s'agit de la seule escadre qui n'est pas jumelée directement à une base aérienne. Ses escadrons sont affectés à l'appui tactique pour chacun des trois groupes-brigades mécanisés de l'Armée canadienne, pour le Commandement des Forces d'opérations spéciales du Canada, et pour d'autres tâches de soutien héliporté au sein des Forces canadiennes.
- 400e Escadron tactique d'hélicoptères (Bell CH-146 Griffon)
- 403e Escadron d'entraînement opérationnel d'hélicoptères (Bell CH-146 Griffon)
- 408e Escadron tactique d'hélicoptères (Bell CH-146 Griffon)
- 427e Escadron d'opérations spéciales d'aviation (Bell CH-146 Griffon)
- 430e Escadron tactique d'hélicoptères (Bell CH-146 Griffon)
- 438e Escadron tactique d'hélicoptères (Bell CH-146 Griffon)
- 450e Escadron tactique d'hélicoptères (Boeing CH-147 Chinook)

## 3eEscadre
La 3e Escadre Bagotville est principalement une escadre de chasseurs pour l'Est canadien.
- 414e Escadron de guerre électronique (Dornier Alphajet)
- 425e Escadron tactique de chasse (McDonnell Douglas CF-18 Hornet)
- 439e Escadron de soutien au combat (Bell CH-146 Griffon)
- 433 Escadron tactique de chasse (McDonnell Douglas CF-18 Hornet)

## 4eEscadre
La 4e Escadre Cold Lake est principalement une escadre de chasseurs pour l'Ouest canadien.
- 409e Escadron tactique de chasse (McDonnell Douglas CF-18 Hornet)
- 410e Escadron d'entraînement opérationnel à l'appui tactique (McDonnell Douglas CF-18 Hornet)
- 419e Escadron d'entraînement à l'appui tactique (BAe CT-155 Hawk)
- 417e Escadron de soutien au combat (Bell CH-146 Griffon)

## 5eEscadre
La 5e Escadre Goose Bay est principalement une escadre d'entraînement interarmées et interalliés.
- 444e Escadron de soutien au combat (Bell CH-146 Griffon)

## 8eEscadre
La 8e Escadre Trenton est principalement une escadre de transport tactique et stratégique. Il s'agit de l'escadre la plus importante au sein de l'Aviation royale du Canada.
- 412e Escadron de transport (Bombardier CC-144 Challenger)
- 424e Escadron de transport et sauvetage (Bell CH-146 Griffon et Lockheed CC-130H Hercules)
- 426e Escadron d'entraînement au transport (Lockheed CC-130H Hercules et Lockheed-Martin CC-130J Super Hercules)
- 429e Escadron de transport (McDonnell Douglas CC-177 Globemaster)
- 436e Escadron de transport (Lockheed-Martin CC-130J Super Hercules)
- 437e Escadron de transport (Airbus CC-150 Polaris)

## 9eEscadre
La 9e Escadre Gander soutient la recherche et sauvetage dans la région de l'Atlantique Nord.
- 103e Escadron de recherche et sauvetage (AgustaWestland CH-149 Cormorant)

## 12eEscadre
La 9e Escadre Shearwater soutient les opérations d'aviation embarquée de la Marine royale canadienne.
- 406e Escadron maritime d'entraînement opérationnel (Sikorsky CH-124 Sea King et Sikorsky CH-148 Cyclone)
- 423e Escadron d'hélicoptères maritimes (Sikorsky CH-124 Sea King)
- 443e Escadron d'hélicoptères maritimes (Sikorsky CH-124 Sea King)

## 14eEscadre
La 14e Escadre Greenwood soutient la Marine royale canadienne sur la côte Est et offre des services de recherche et sauvetage.
- 404e Escadron de patrouille à longue-portée et de formation (Lockheed CP-140 Aurora)
- 405e Escadron de patrouille à longue-portée (Lockheed CP-140 Aurora)
- 413e Escadron de transport et sauvetage (Lockheed CC-130H Hercules et AgustaWestland CH-149 Cormorant)

## 15eEscadre
La 15e Escadre Moose Jaw sert principalement à la formation des pilotes.
- 2e École de pilotage des Forces canadiennes (Beechcraft CT-156 Harvard II et BAe CT-155 Hawk)
- 431e Équipe de démonstration aérienne (Snowbirds) (Canadair CT-114 Tutor)

## 16eEscadre
La 16e Escadre Borden soutient plusieurs centres de formations.

## 17eEscadre
La 17e Escadre Winnipeg sert principalement à la formation des pilotes et du personnel navigant.
- 402e Escadron d'appui à l'entraînement / 1re École de pilotage des Forces canadiennes (de Havilland Canada CT-142 Dash-8)
- 435e Escadron de transport et sauvetage (Lockheed CC-130H Hercules)
- 440e Escadron de transport (de Havilland Canada CC-138 Twin Otter)
- 3e École de pilotage des Forces canadiennes  (Bell CH-139 JetRanger, Beechcraft C-90B King Air et Grob G 120A)

## 19eEscadre
La 19e Escadre Comox soutient la Marine royale canadienne sur la côte Ouest et offre des services de recherche et sauvetage.
- 407e Escadron de patrouille à longue-portée(Lockheed CP-140 Aurora)
- 442e Escadron de transport et sauvetage (de Havilland Canada CC-115 Buffalo et AgustaWestland CH-149 Cormorant)
- École de recherche et de sauvetage des Forces canadiennes

## 22eEscadre
La 22e Escadre North Bay soutient les activités canadiennes au sein du Commandement de la défense aérospatiale de l'Amérique du Nord.